# Долны Льесков (район Поважска-Бистрица)
Долны Льесков (словац. Dolný Lieskov) – деревня в Словакии, района Поважска-Быстрица, Тренчинского края.
Расположена на северо-западе страны в Западных Карпатах в 7 км южнее от районного центра Поважска-Бистрица и в 32 км северо-восточнее г. Тренчин.
Население на 31.12.2021 года составляло 826 человек. Площадь — 16.47 км². Высота — 310 м.

## История
Впервые упоминается в 1327 году.

## Население
| Год:                | 1994 | 2004    | 2014    | 2024    |
| ------------------- | ---- | ------- | ------- | ------- |
| Количество человек: | 726  | 773     | 819     | 793     |
| Разница:            |      | +6,47 % | +5,95 % | −3,17 % |